# استوارت براک
استوارت براک (انگلیسی: Stuart Brock؛ زادهٔ ۲۶ سپتامبر ۱۹۷۶) بازیکن فوتبال اهل بریتانیا است.
از باشگاه‌هایی که در آن بازی کرده‌است می‌توان به باشگاه فوتبال هال سیتی، باشگاه فوتبال استون ویلا، باشگاه فوتبال کیدرمینستر هاریرس، باشگاه فوتبال تلفورد یونایتد، و باشگاه فوتبال نورث‌همپتون تاون اشاره کرد.